# Nærsynethed
Nærsynethed (lægelatin: myopi) er en synsfejl hvor synet er fint for nært, men uklart for afstand. Tilstanden skyldes at øjets form er for lang i forhold til dens brydsningsevne. Dette medfører, at lyset samles foran nethinden i stedet for på selve nethinden.  
Nærsynethed opstår ofte i barndommen og kan udvikle sig op gennem teenageårene.
Uden briller, kontaktlinser eller andre optiske hjælpemidler kan den nærsynede person ikke se ting ud over en vis afstand skarpt. Med briller, kontaktlinser eller brillefrigørende kirurgi, kan den nærsynede person se skarpt på afstand.